# Phineas and Ferb: Ride Again
Phineas and Ferb: Ride Again — видеоигра-платформер, основанная на мультсериале Финес и Ферб. Является продолжением игры Phineas and Ferb, созданной японской фирмой Altron Corporation и изданной Disney Interactive. Была выпущена в Северной Америке 14 сентября 2010 года, а с 1 апреля 2011 года — в регионах видеостандарта PAL. Игра посвящена продолжению приключений двух изобретательных братьев, Финеса и Ферба, делающих ещё четыре больших проекта, включая супер-скейтборд и космический корабль. Тем временем Перри стремится сорвать планы доктора Фуфелшмертца.

## Геймплей
Игроки могут играть за Перри, чтобы спасти мир, борясь против роботов доктора Фуфелшмертца и прихвостней. Кроме того, они могут играть за Кендэс, проходя через лабиринты, батуты, листья кувшинок, модернизируя гаджеты с первой игры на более мощные.

## Критика
Критика в основном положительная, с рейтингом 86.50% на базе двух обзоров. Джон Э. в своём обзоре дал игре оценку 8 из 10, и отметил, что «Мини-игры очень просты и легки, но они увеличиваются в трудности по мере того как вы прогрессируете в игре». Рики Такер дал игре рейтинг 93 из 100, отметив: «Phineas & Ferb Ride Again — это просто одна из лучших лицензионных игр, выпущенных за последние годы, и лучшая покупка для любителей вне зависимости от возраста.».